# Supercup (basketbal)
De Supercup is een jaarlijks terugkerende basketbalwedstrijd die gespeeld wordt door de Nederlandse landskampioen uit de BNXT League en de winnaar van de Basketball Cup van het jaar ervoor. De eerste Supercupwedstrijd werd gespeeld op 24 september 2011 in Utrecht, op neutraal terrein. Alle latere edities werden gespeeld in de hal van de landskampioen.
ZZ Leiden is de recordhouder met vier Supercups.

## Edities
| Jaar | Landskampioen                      | Uitslag                            | Bekerwinnaar                       | Hal                                | Plaats                             |
| ---- | ---------------------------------- | ---------------------------------- | ---------------------------------- | ---------------------------------- | ---------------------------------- |
| 2011 | Zorg en Zekerheid Leiden           | 66–60                              | GasTerra Flames                    | Nieuw Welgelegen                   | Utrecht                            |
| 2012 | EiffelTowers Den Bosch             | 57–67                              | Zorg en Zekerheid Leiden           | Maaspoort                          | 's-Hertogenbosch                   |
| 2013 | Zorg en Zekerheid Leiden           | 47–68                              | SPM Shoeters Den Bosch             | Vijf Meihal                        | Leiden                             |
| 2014 | Donar                              | 78–67                              | Zorg en Zekerheid Leiden           | MartiniPlaza                       | Groningen                          |
| 2015 | SPM Shoeters Den Bosch             | 85–72                              | Donar                              | Maaspoort                          | 's-Hertogenbosch                   |
| 2016 | Donar                              | 88–51                              | Shooters Den Bosch                 | MartiniPlaza                       | Groningen                          |
| 2017 | Donar                              | 69–77                              | Landstede Basketbal                | MartiniPlaza                       | Groningen                          |
| 2018 | Donar                              | 74–69                              | Zorg en Zekerheid Leiden           | MartiniPlaza                       | Groningen                          |
| 2019 | Landstede Hammers                  | 78–68                              | Zorg en Zekerheid Leiden           | Landstede Sportcentrum             | Zwolle                             |
| 2020 | Afgelast vanwege de Coronapandemie | Afgelast vanwege de Coronapandemie | Afgelast vanwege de Coronapandemie | Afgelast vanwege de Coronapandemie | Afgelast vanwege de Coronapandemie |
| 2021 | Zorg en Zekerheid Leiden           | 87–74                              | BAL                                | Vijf Meihal                        | Leiden                             |
| 2022 | Heroes Den Bosch                   | 76–59                              | Donar                              | Maaspoort                          | 's-Hertogenbosch                   |
| 2023 | Zorg en Zekerheid Leiden           | 62–57                              | Landstede Hammers                  | Vijf Meihal                        | Leiden                             |
| 2024 | Zorg en Zekerheid Leiden           | 87–58                              | Heroes Den Bosch                   | Sportcomplex 1574                  | Leiden                             |
| 2025 | Heroes Den Bosch                   | –                                  | Donar                              | Maaspoort                          | 's-Hertogenbosch                   |

## Statistieken

### Prestaties
| Club      | Stad             | Winnaar | Finalist | Jaren gewonnen               | Jaren finalist         |
| --------- | ---------------- | ------- | -------- | ---------------------------- | ---------------------- |
| ZZ Leiden | Leiden           | 5       | 4        | 2011, 2012, 2021, 2023, 2024 | 2013, 2014, 2018, 2019 |
| Donar     | Groningen        | 3       | 4        | 2014, 2016, 2018             | 2011, 2015, 2017, 2023 |
| Heroes    | 's-Hertogenbosch | 2       | 2        | 2013, 2015                   | 2012, 2016             |
| Hammers   | Zwolle           | 2       | 1        | 2017, 2019                   | 2023                   |
| BAL       | Weert            | 0       | 1        |                              | 2021                   |

### Winnaars
| Gekwalificeerd als       | Aantal keer winst |
| ------------------------ | ----------------- |
| Landskampioen            | 10                |
| Bekerwinnaar             | 2                 |
| Verliezend bekerfinalist | 1                 |

## Topscorers
| Jaar | Speler                             | Team                               | Punten                             |
| ---- | ---------------------------------- | ---------------------------------- | ---------------------------------- |
| 2011 | Seamus Boxley                      | Zorg en Zekerheid Leiden           | 15                                 |
| 2012 | DeJuan Wright                      | EiffelTowers Den Bosch             | 18                                 |
| 2013 | Kees Akerboom                      | SPM Shoeters Den Bosch             | 17                                 |
| 2014 | DeJuan Wright                      | Donar                              | 20                                 |
| 2014 | Will Felder                        | Zorg en Zekerheid Leiden           | 20                                 |
| 2015 | Will Sullivan                      | Donar                              | 17                                 |
| 2016 | Drago Pašalić                      | Donar                              | 20                                 |
| 2017 | Noah Dahlman                       | Landstede Basketbal                | 20                                 |
| 2018 | Darius Thompson                    | Zorg en Zekerheid Leiden           | 19                                 |
| 2019 | Jordan Johnson                     | Landstede Hammers                  | 26                                 |
| 2020 | Afgelast vanwege de Coronapandemie | Afgelast vanwege de Coronapandemie | Afgelast vanwege de Coronapandemie |
| 2021 | Jhonathan Dunn                     | Zorg en Zekerheid Leiden           | 20                                 |
| 2021 | Christopher Hudson                 | BAL                                | 20                                 |
| 2022 | Vernon Taylor                      | Donar                              | 20                                 |
| 2023 | Roeland Schaftenaar                | Zorg en Zekerheid Leiden           | 17                                 |
| 2024 | Aaron Cook                         | Zorg en Zekerheid Leiden           | 18                                 |
| 2025 |                                    |                                    |                                    |